# Höganäs (comuna)
Höganäs (em sueco: Höganäs kommun) é uma comuna da Suécia localizada no condado de Escânia. Sua capital é a cidade de Höganäs. Tem 144 quilômetros quadrados e pelo censo de 2018, havia 26 566 habitantes.